# رينيه جيمس
رينيه جيمس (بالإنجليزية: Renée James)‏ هي سيدة أعمال أمريكية، ولدت في 25 يونيو 1964 في مقاطعة لوس أنجلوس في الولايات المتحدة.

## وصلات خارجية
- رينيه جيمس على موقع إن إن دي بي (الإنجليزية)